# Nanorana
Nanorana – rodzaj płazów bezogonowych z podrodziny Dicroglossinae w rodzinie Dicroglossidae.

## Zasięg występowania
Rodzaj obejmuje gatunki występujące w himalajskim regionie północnego Pakistanu i północnych Indii, Nepalu i zachodnich Chin przez Mjanmę, Tajlandię, Laos i północny Wietnam (prowincje: Lào Cai, Bắc Kạn, Sơn La, Vĩnh Phúc, Hoà Bình i Thanh Hóa) do gór południowych Chin.

## Systematyka

### Etymologia
- Nanorana (Nannorana): łac. nanus „karzeł”, od gr. νανος nanos „karzeł”[14]; rana „żaba”[15].
- Montorana: łac. mons, montis „góra”[16]; rana „żaba”[15]. Gatunek typowy: Montorana ahli Vogt, 1924 (= Nanorana pleskei Günther, 1896).
- Altirana: łac. altus „wysoki, wielki”, do alere „odżywiać, karmić”[17]; rana „żaba”[15]. Gatunek typowy: Altirana parkeri Stejneger, 1927.
- Chaparana: Chapa (tj. Sa Pa), północny Wietnam; rana „żaba”[15]. Gatunek typowy: Rana (Chaparana) fansipani Bourret, 1939 (= Rana aenea Smith, 1922).
- Paa: tamang paa „żaba”[18]. Gatunek typowy: Rana liebigii Günther, 1860.
- Unculuana: epitet gatunkowy Rana unculuana Liu, Hu & Yang, 1960. Gatunek typowy: Rana unculuana Liu, Hu & Yang, 1960.
- Quadrana: epitet gatunkowy Rana quadranus Liu, Hu & Yang, 1960. Gatunek typowy: Rana quadranus Liu, Hu & Yang, 1960.
- Gynandropaa: gr. γυνη gunē, γυναικος gunaikos „kobieta”; ανηρ anēr, ανδρος andros „mężczyzna”; rodzaj Paa Dubois, 1975[9]. Gatunek typowy: Rana yunnanensis Anderson, 1878.
- Feirana: Liang Fei (ur. 1936), chiński herpetolog; łac. rana „żaba”[10]. Nazwa zastępcza dla Quadrana Fei, Ye & Huang, 1990.
- Allopaa: gr. αλλος allos „inny”; rodzaj Paa Dubois, 1975[11]. Gatunek typowy: Rana (Paa) hazarensis Dubois & Khan, 1979.
- Maculopaa: zbitka wyrazowa nazwy gatunkowej Rana maculosa Liu, Hu & Yang, 1960 oraz nazwy rodzajowej Paa Dubois, 1975[12]. Gatunek typowy: Rana maculosa Liu, Hu & Yang, 1960.

### Podział systematyczny
Do rodzaju należą następujące gatunki:

- Nanorana aenea (Smith, 1922)
- Nanorana annandalii (Boulenger, 1920)
- Nanorana arnoldi (Dubois, 1975)
- Nanorana blanfordii (Boulenger, 1882)
- Nanorana chayuensis (Ye, 1977)
- Nanorana conaensis (Fei & Huang, 1981)
- Nanorana ercepeae (Dubois, 1974)
- Nanorana feae (Boulenger, 1887)
- Nanorana gammii (Anderson, 1871)
- Nanorana hazarensis (Dubois & Khan, 1979)
- Nanorana huangi Ji, Shi, Ma, Shen, Chang & Jiang, 2023
- Nanorana kangxianensis (Yang, Wang, Hu & Jiang, 2011)
- Nanorana liebigii (Günther, 1860)
- Nanorana maculosa (Liu, Hu & Yang, 1960)
- Nanorana medogensis (Fei & Ye, 1999)
- Nanorana minica (Dubois, 1975)
- Nanorana mokokchungensis (Das & Chanda, 2000)
- Nanorana parkeri (Stejneger, 1927)
- Nanorana phrynoides (Boulenger, 1917)
- Nanorana pleskei Günther, 1896
- Nanorana polunini (Smith, 1951)
- Nanorana quadranus (Liu, Hu & Yang, 1960)
- Nanorana rarica (Dubois, Matsui & Ohler, 2001)
- Nanorana rostandi (Dubois, 1974)
- Nanorana sichuanensis (Dubois, 1987)
- Nanorana taihangnica (Chen & Jiang, 2002)
- Nanorana unculuanus (Liu, Hu & Yang, 1960)
- Nanorana ventripunctata Fei & Huang, 1985
- Nanorana vicina (Stoliczka, 1872)
- Nanorana xuelinensis Liu, Zhang & Rao, 2021
- Nanorana yunnanensis (Anderson, 1879)
- Nanorana zhaoermii Qi, Zhou, Lu & Li, 2019